# Élections législatives tunisiennes de 2014
Les élections législatives tunisiennes de 2014 ont lieu le 26 octobre 2014 sur le territoire national et du 24 au 26 octobre à l'étranger afin d'élire l'Assemblée des représentants du peuple pour un mandat de cinq ans.
Il s'agit des quinzièmes élections législatives en Tunisie et des premières depuis l'adoption de la Constitution le 7 février 2014. Elles font suite à l'élection de l'Assemblée constituante en 2011.
Le parti Nidaa Tounes arrive en tête du scrutin mais sans majorité absolue alors qu'Ennahdha, qui avait remporté les élections de 2011, termine deuxième, en fort recul.

## Modalités
L'Assemblée des représentants du peuple est définie par l'article 50 de la Constitution comme l'institution qui représente le peuple et qui lui permet d'exercer le pouvoir législatif. D'après l'article 53, peut être candidat aux législatives tout électeur détenant la nationalité tunisienne depuis dix ans au moins, âgé d'au moins 23 ans lors de la présentation de sa candidature et qui ne se trouve dans aucun des cas d'interdiction prévus par la loi. Les articles 55 et 56 précisent que les membres de l'Assemblée des représentants du peuple sont élus au suffrage universel, libre, direct et secret pour un mandat de cinq ans, au cours des soixante derniers jours du mandat parlementaire, tout en garantissant le droit de vote et de représentativité des Tunisiens de l'étranger en son sein.
Le scrutin est proportionnel ; les 217 sièges sont ainsi pourvus pour cinq ans au scrutin proportionnel plurinominal à listes bloquées dans 27 circonscriptions électorales de quatre à dix sièges en Tunisie même, totalisant 199 sièges, et six circonscriptions pour les Tunisiens de l’étranger (deux circonscriptions de cinq sièges en France, une circonscription de trois sièges en Italie, une d'un siège en Allemagne, une de deux sièges pour le reste de l'Europe et le continent américain et une autre de deux sièges également pour les pays arabes et le reste du monde donnant les 18 sièges restants). Une fois le décompte des suffrages effectué, la répartition des sièges se fait dans un premier temps sur la base du quotient électoral, puis sur la base du plus fort reste.
Les partis ont l'obligation de présenter des listes avec une parité homme-femmes.

## Contexte

### Contexte historique
Ces élections interviennent à la suite de quatre ans d'instabilité et mettent fin à la période de transition démocratique qui s'instaure le 14 janvier 2011, date à laquelle le régime de Zine el-Abidine Ben Ali est chassé. 

#### Régime de la troïka

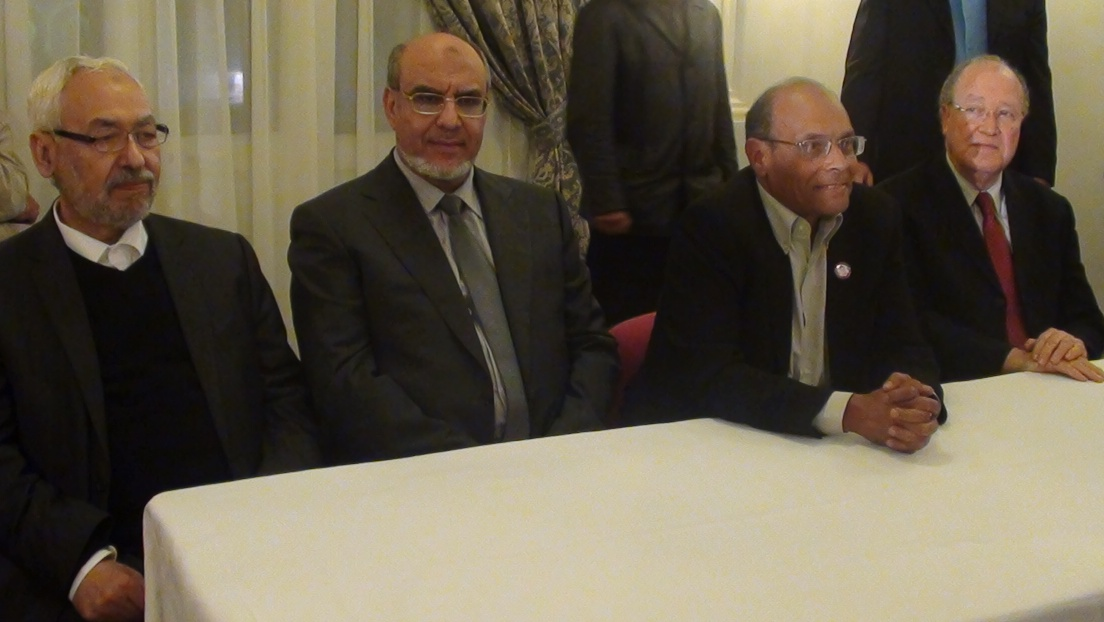
Représentants de la troïka.

Une Assemblée constituante est élue le 23 octobre 2011 au scrutin de liste à la proportionnelle, avec une parité hommes-femmes et une répartition au plus fort reste. Les islamistes d'Ennahdha y obtiennent une majorité relative (89 sièges sur 217) et concluent une coalition gouvernementale tripartite, rapidement surnommée « troïka », avec le Congrès pour la République (CPR), un parti de gauche nationaliste (29 sièges), et Ettakatol, un parti social-démocrate membre de l'Internationale socialiste (20 sièges), sur la base d'une répartition des responsabilités : la présidence de la République va à Moncef Marzouki (CPR), la présidence du gouvernement à Hamadi Jebali (Ennahdha) et la présidence de l'assemblée à Mustapha Ben Jaafar (Ettakatol).
Cette alliance provoque des dissidences à l'intérieur des deux partenaires d'Ennahdha, avec la défection de 17 élus du CPR et de dix élus d'Ettakatol — sans toutefois mettre en danger le gouvernement, puisque la coalition conserve sa majorité absolue.

Représentation des partis au sein de l'Assemblée constituante à la suite de l'élection du 23 octobre 2011.

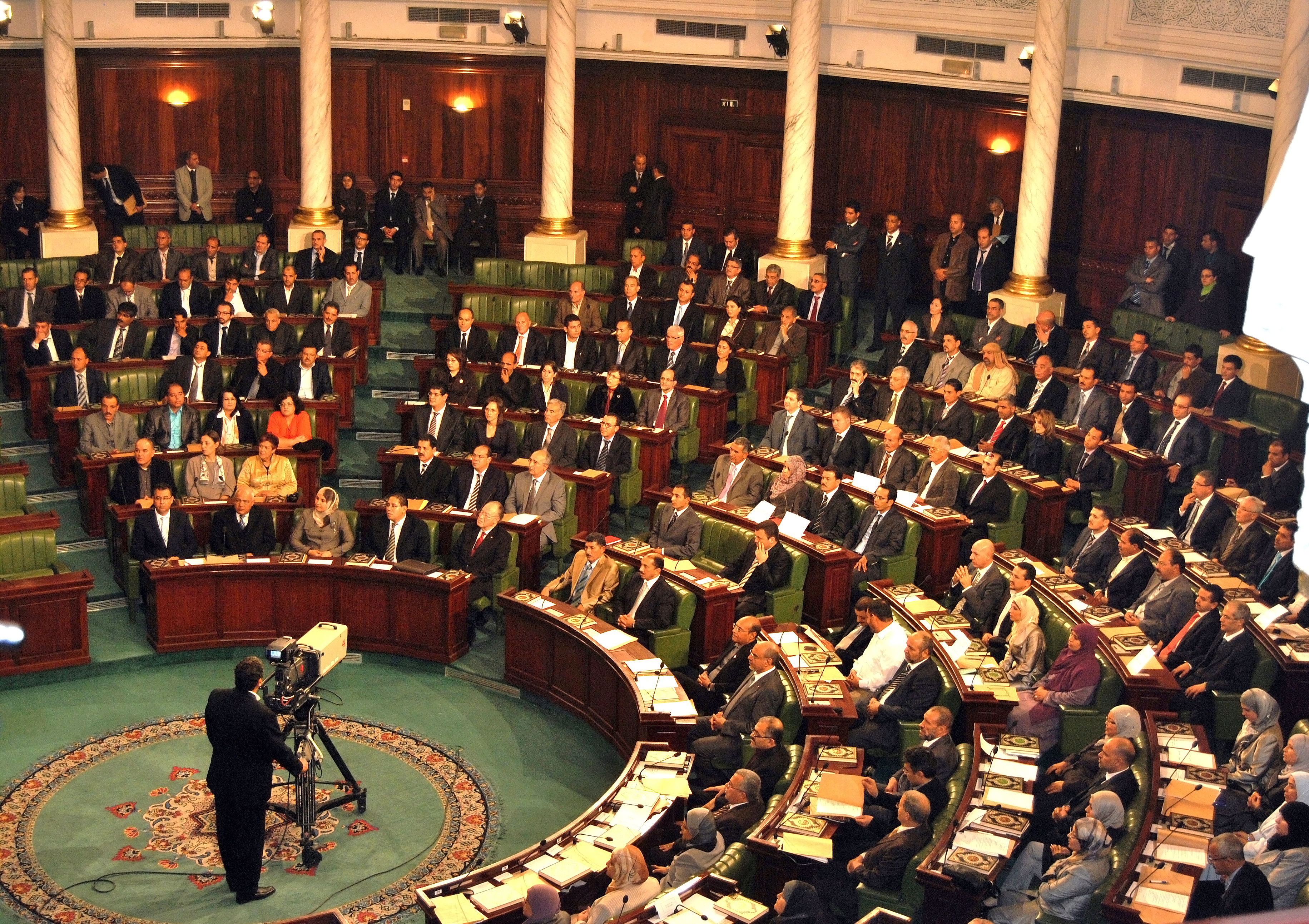
Première séance de l'assemblée le 22 novembre 2011.

Le pays connaît alors plusieurs crises sécuritaires. Le 9 avril 2012, plusieurs milliers de personnes manifestent à l'occasion de la Fête des martyrs, malgré l'interdiction du ministère de l’Intérieur communiquée le 28 mars. Le jour même, la police attaque les manifestants avec du gaz lacrymogène, alors que des « barbus » se mettent à les attaquer par des jets de pierres. Des journalistes, personnalités et hommes politiques sont présents, comme Hamma Hammami, Radhia Nasraoui, Khemaïs Ksila, Emna Menif, etc. La manifestation devient de plus en plus violente, alors que les forces de l'ordre et des milices extrémistes tentent de faire reculer les protestataires. Ces événements déclenchent une vive réaction sur la scène politique et l'Assemblée constituante crée une commission d'enquête.
Le 14 septembre, à la suite des manifestations et attentats anti-américains de septembre 2012, des salafistes attaquent le siège de l'ambassade américaine et la prennent d'assaut, s'attaquant aux équipements, tout en retirant le drapeau américain pour hisser l'étendard noir des salafistes. Ils détruisent aussi l'école américaine tandis que des confrontations entre les forces de l'ordre et les salafistes ont lieu devant l'ambassade. Ce n'est que grâce à la garde spéciale de la présidence de la République que les dégâts sont limités. Ces affrontements font deux morts et 27 blessés. L'une des personnes impliquées dans ces attaques est Abou Iyadh, dès lors recherché par les forces de l'ordre mais qui échappe à maintes reprises à celles-ci, notamment lors de sa fuite de la mosquée El Fath à Tunis.

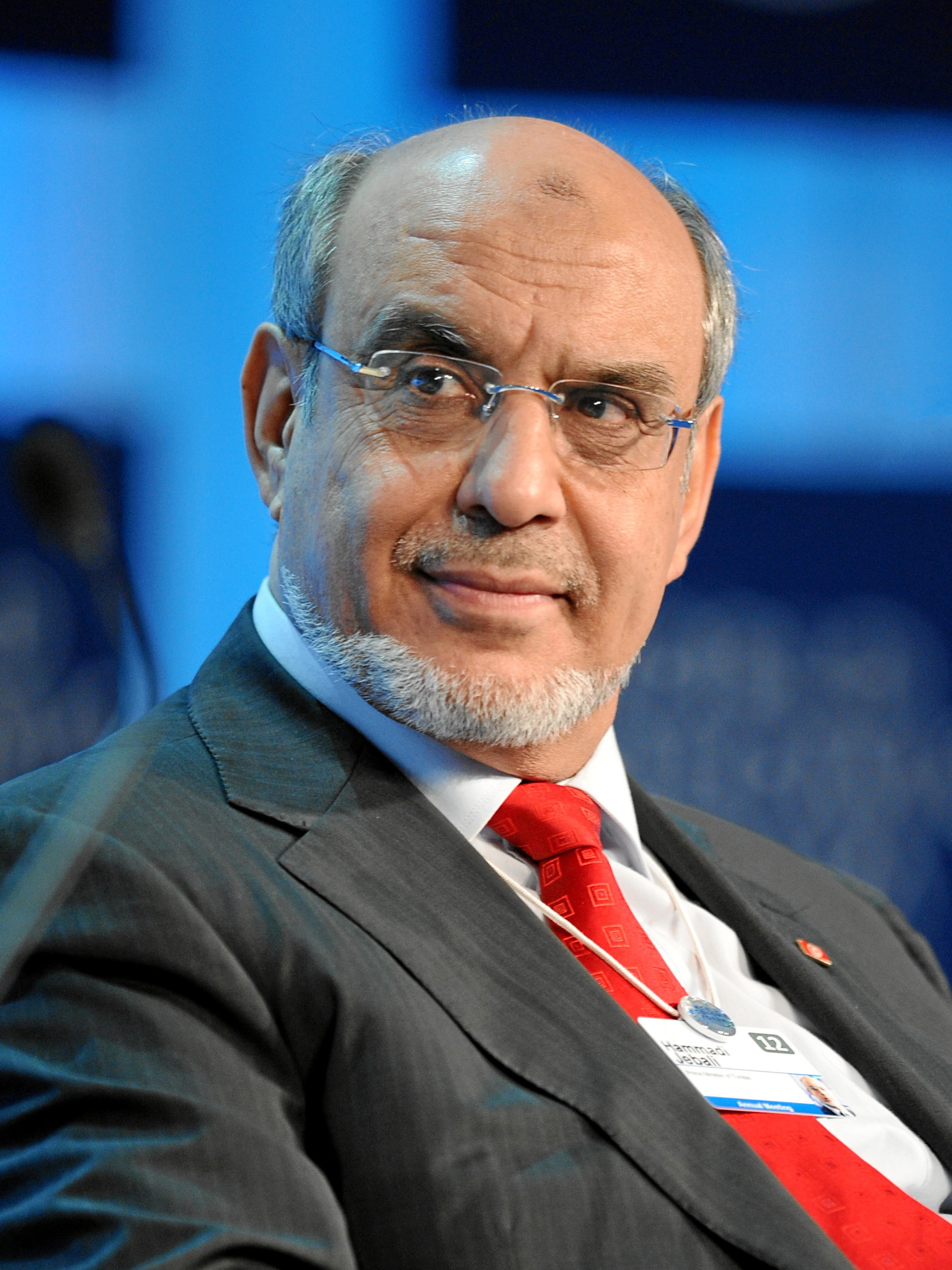
Hamadi Jebali au Forum économique mondial de Davos.

Le 18 octobre, à la suite d'une manifestation violente déclenchée par des membres de la Ligue de protection de la révolution, le coordinateur de Nidaa Tounes à Tataouine, Lotfi Nagdh, est grièvement blessé avant de rendre l'âme, ce qui en fait le premier assassinat politique depuis la révolution. Khaled Tarrouche, porte-parole du ministère de l'Intérieur, annonce que le décès a été causé par une crise cardiaque, ce qui est contredit par l'autopsie qui prouve que Nagdh a été tué.
Le 26 novembre, les habitants du gouvernorat de Siliana protestent devant le siège du gouvernorat, réclamant notamment le développement de la région, de l'emploi et le départ du gouverneur Ahmed Zine Mahjoubi. Mais la manifestation dégénère rapidement pour se transformer en affrontements avec les forces de l'ordre, qui font d'abord une vingtaine de blessés, attaqués à la chevrotine. Le nombre se monte à 150 ou 220 blessés, suscitant de nombreuses réactions au sein de l'opposition et de la troïka. En signe de protestation, Siliana observe une grève générale et entame un début de marche vers la capitale pour réclamer la chute du gouvernement.
Sur le plan diplomatique, le président Marzouki prend, le 4 février 2012, la décision de renvoyer l'ambassadeur syrien à la suite des bombardements qui ont ciblé la ville de Homs, la veille de la célébration de la fête du Mouled, mettant ainsi fin aux relations diplomatiques avec ce pays. À la suite de cette décision, Jebali affirme le 5 février la nécessité de renvoyer tous les ambassadeurs syriens pour protester contre la répression sanglante de la révolte, affirmant qu'il faut couper toute relation avec le régime de Bachar el-Assad. Marzouki entame une tournée maghrébine à partir du 8 février, se rendant d'abord au Maroc puis en Mauritanie et en Algérie. L'objectif est de relancer l'Union du Maghreb arabe.
Rafik Abdessalem annonce, le 12 février lors de sa visite au Caire, la tenue à Tunis d'une conférence sur la Syrie. Celle-ci se tient à Gammarth le 24 février et voit la participation de plusieurs pays ; le président Marzouki prononce un discours d'ouverture où il insiste sur la nécessité d'une solution politique pour la Syrie : il propose ainsi une immunité judiciaire pour Assad et son clan et un exil en Russie. Il refuse en outre une intervention militaire étrangère.

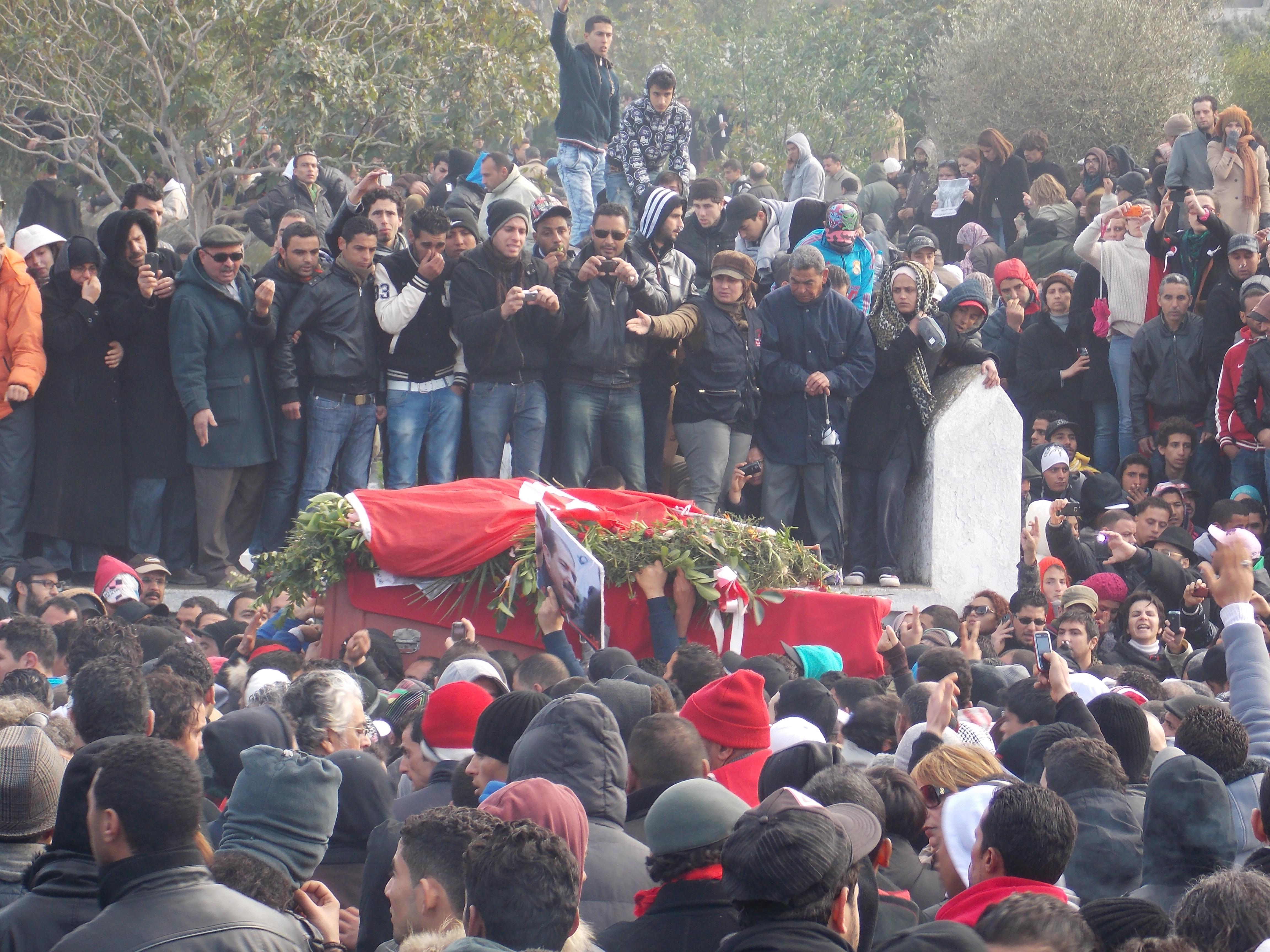
Funérailles de Chokri Belaïd.

Le gouvernement doit également trouver une solution pour les immigrés disparus en Italie. Le ministère des Affaires étrangères ainsi que le ministère de la Défense crée un comité spécialisé pour mener une investigation sur place.
Le 24 juin, l'extradition de Baghdadi Mahmoudi, sur ordre du Premier ministre et sans l'autorisation de Marzouki, provoque une crise entre les deux têtes de l'exécutif. Cette crise est un camouflet pour Marzouki, qui avait fait savoir auparavant son « opposition de principe » à une extradition avant les élections libyennes, illustrant la faiblesse de ses prérogatives et lui valant sur les réseaux sociaux le surnom de tartour.
Ces événements, auxquels s'ajoutent un fort taux de chômage toujours en hausse, des fuites aux examens du baccalauréat, l'arrestation sans jugement de Sami Fehri et un manque d'indépendance de la justice, ne font qu'amplifier la crise. Le 6 février 2013, Chokri Belaïd, un opposant politique, est assassiné en quittant en voiture son domicile,. Ce meurtre déclenche alors de nombreuses manifestations dans tout le pays. En signe de protestation contre cet assassinat, les bureaux d'Ennahdha à Sfax, Monastir, Béja, Gafsa et Gabès sont brûlés et saccagés, les manifestants demandant le départ du gouvernement ainsi que de la troïka, en dénonçant leur incompétence. Son frère accuse le parti au pouvoir, Ennahdha, d'avoir fomenté cet assassinat, vu que Belaïd parlait de violence politique et disait qu'il était menacé et sur écoute. Jebali annonce le projet de remplacer son gouvernement par un cabinet de technocrates, ainsi que la tenue d'élections le plus vite possible. Le lendemain, son propre parti refuse l'idée d'un gouvernement de technocrates,. Après plusieurs jours de concertations, le chef du gouvernement remet sa démission ainsi que celle de son gouvernement le 19 février.

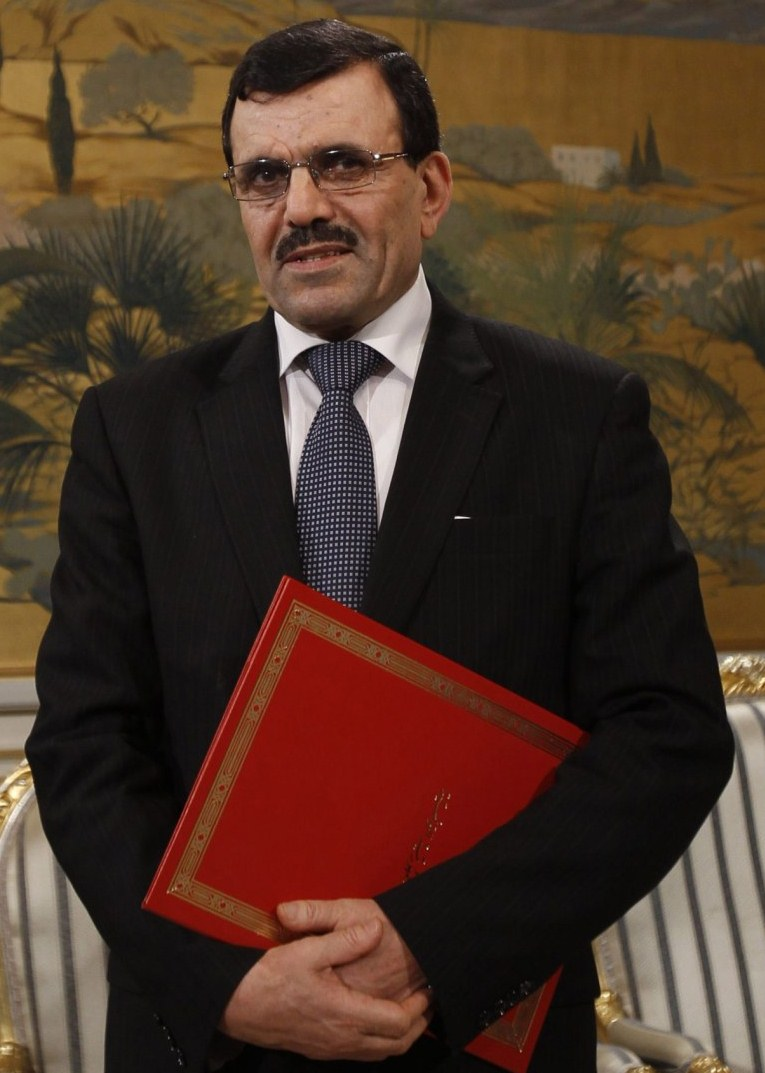
Ali Larayedh.

Ennahdha désigne alors Ali Larayedh, ministre de l'Intérieur, pour lui succéder, à la suite de quoi le président Marzouki le charge de former un gouvernement. Dans la soirée du 8 mars, il annonce la composition de son cabinet, qui obtient la confiance de l'Assemblée constituante puis est investi le 13 mars.

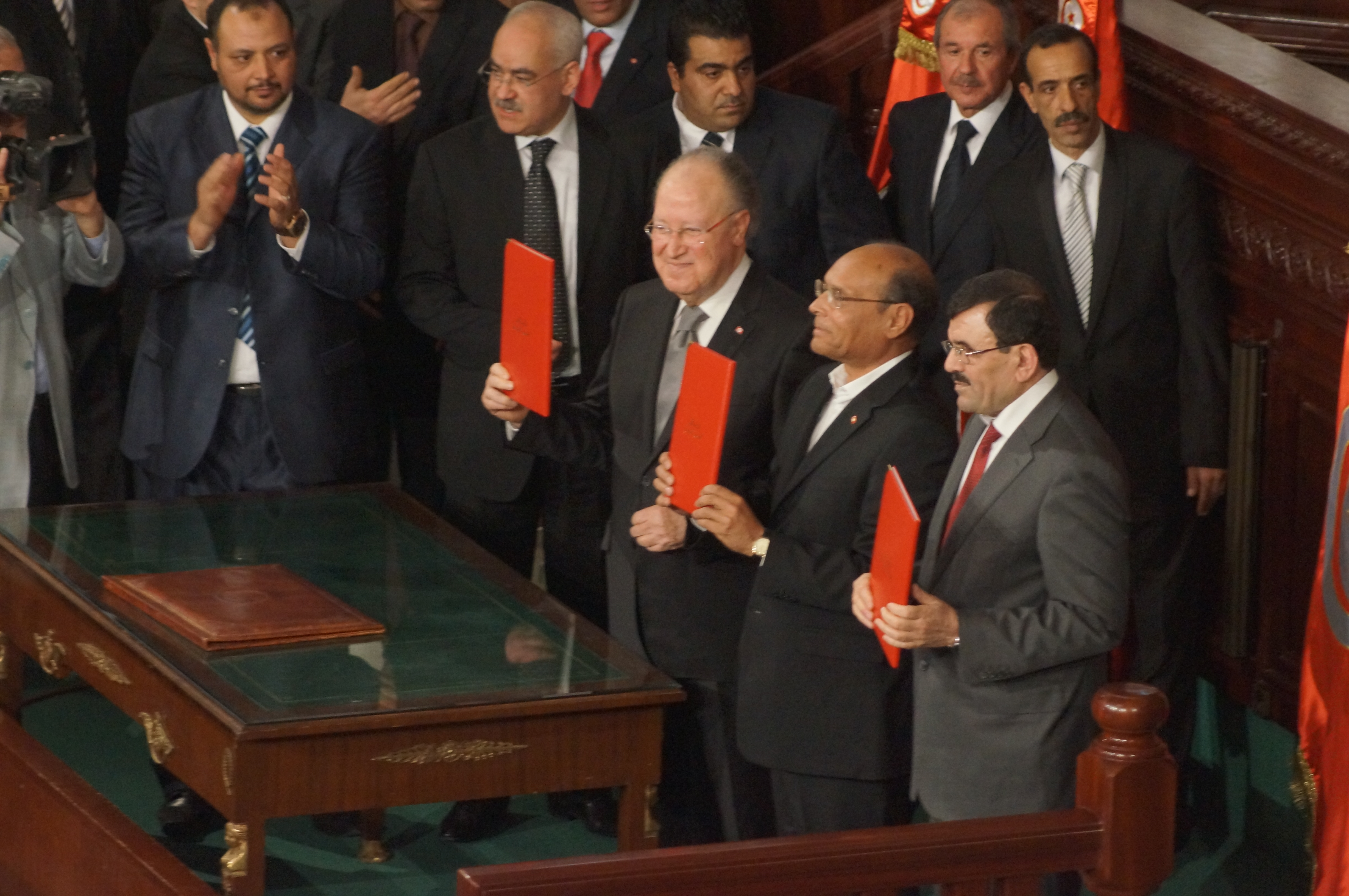
Portait des trois présidents après la signature de la Constitution, le 27 février 2014.

Le gouvernement Larayedh comporte des personnalités indépendantes aux postes de souveraineté (Défense, Intérieur, Affaires étrangères et Justice) mais ne parvient pas à rétablir la confiance. La crise politique s'aggrave lorsqu'une seconde personnalité politique, Mohamed Brahmi, est assassinée le 25 juillet 2013, puis lorsque huit soldats sont tués dans une embuscade au Djebel Chambi le 29 juillet. La contestation contre Ennahdha culmine alors que le renversement en Égypte du président islamiste Mohamed Morsi quelques jours plus tôt, le 3 juillet, fait prendre conscience au parti qu'il joue sa survie politique. Un dialogue national s'instaure alors, sous la direction d'un quartet issu de la société civile et dirigé par le puissant syndicat de l'Union générale tunisienne du travail. Le projet constitutionnel est totalement réorganisé et rationalisé et une feuille de route organise une sortie de crise par l'achèvement rapide des travaux de l'Assemblée constituante et la mise en place d'un gouvernement de technocrates chargé du maintien de l'ordre, de la gestion des affaires courantes et de l'organisation des premières élections sous le régime de la nouvelle Constitution.
Les articles de la Constitution sont débattus un à un en séance plénière, en décembre 2013 et en janvier 2014, dans le cadre de débats houleux qui en ont retardé l'examen. Le texte final est adopté le 26 janvier 2014 par l'Assemblée constituante avec 200 voix pour, douze contre et quatre abstentions. Le lendemain, le texte est signé par le président Marzouki, le président de l'Assemblée constituante, Mustapha Ben Jaafar, et le chef du gouvernement sortant, Ali Larayedh, au cours d'une cérémonie au siège de l'assemblée.

#### Gouvernement de technocrates

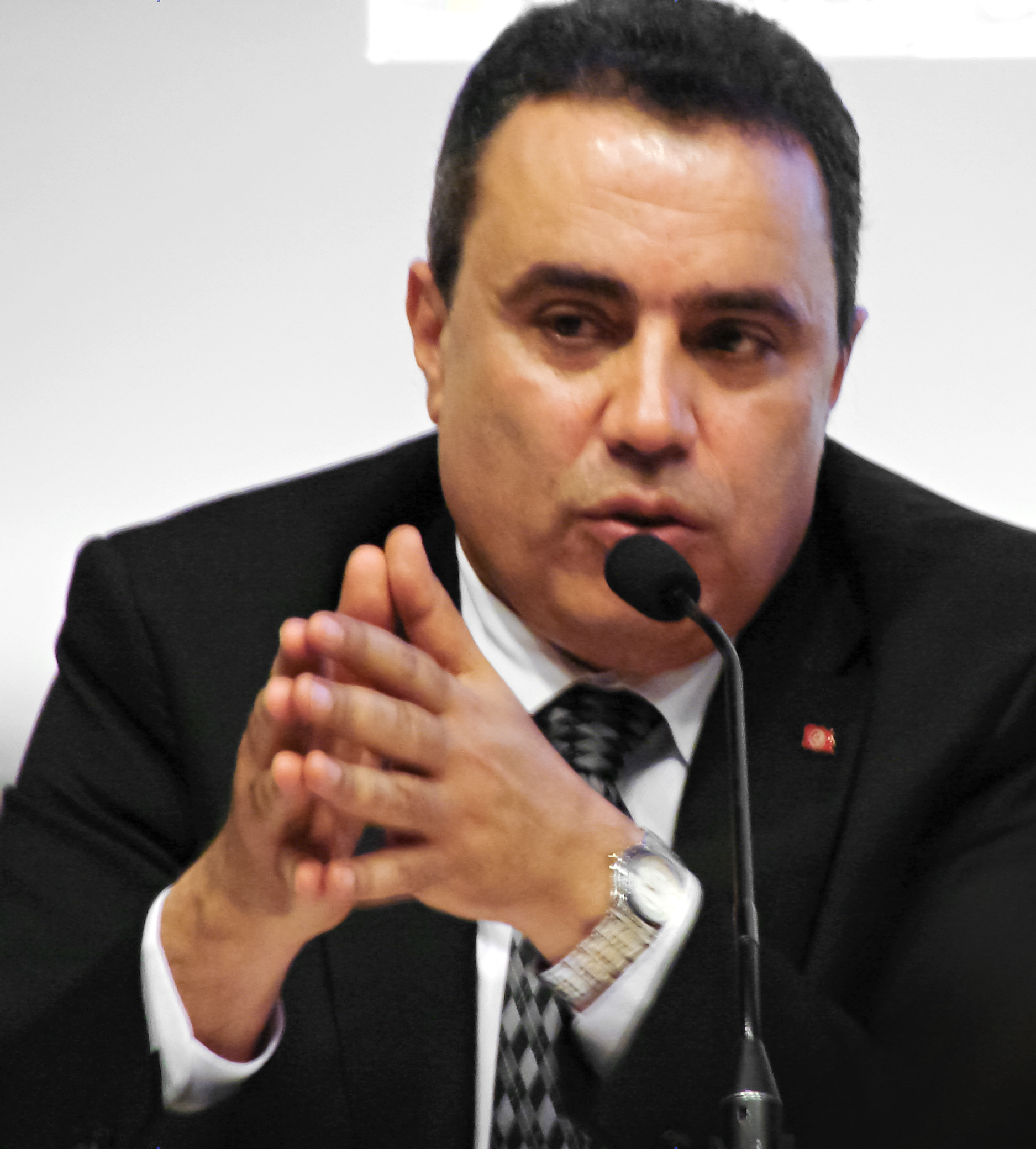
Mehdi Jomaa.

Formé à l'issue du processus de dialogue national, un nouveau gouvernement dirigé par Mehdi Jomaa est composé de personnalités indépendantes. Lors de la séance de l'Assemblée constituante chargée de voter la confiance, plusieurs constituants s'y opposent, accusant le cabinet de rassembler des partisans de l'ancien régime de Zine el-Abidine Ben Ali, et accusant aussi la ministre du Tourisme désignée de s'être rendue en Israël. Certains blocs parlementaires refusent quant à eux de soutenir le gouvernement, arguant qu'il est illégitime car issu du dialogue national.
Répondant à ces accusations, Jomaa déclare qu'il ne dispose pas d’un programme détaillé mais que plusieurs points sont importants pour lui : l'organisation d'élections transparentes, la sortie de la crise économique, la création d'emplois, la révision des nominations effectuées par les précédents cabinets, la dissolution des Ligues de protection de la révolution ainsi que la lutte contre la corruption. Sur 193 votants, 149 votent la confiance, vingt votent contre et 24 s'abstiennent. Le lendemain, la passation des pouvoirs a lieu entre Jomaa et Larayedh.
Le 16 juin, l'Instance supérieure indépendante pour les élections présente au président de l'assemblée ses propositions pour les dates des scrutins présidentiel et législatif, à savoir le 26 octobre pour les législatives et le 23 novembre pour le premier tour des présidentielles.

### Contexte politique
Ce scrutin met fin à la période de transition démocratique et instaure une stabilité au sein des institutions. À la veille des élections, le paysage politique est, selon le Huffington Post, divisé en trois catégories :
- la troïka, composée du parti islamiste Ennahdha, du Congrès pour la République (CPR) et d'Ettakatol, dont la diversité des idéologies islamiste, nationaliste arabe et socialiste démocratique a mené à la dissidence et à la division au sein du CPR (scission du Courant démocrate et du Mouvement Wafa) et d'Ettakatol dont les sièges passent respectivement de 29 à 12 et de 20 à 12 entre 2011 et 2014, sans toutefois compromettre la majorité au sein de l'assemblée ;
- l'opposition à la troïka marquée par la figure de Béji Caïd Essebsi, qui forme en 2012 le parti Nidaa Tounes rassemblant plusieurs membres de son gouvernement mais aussi des bourguibiens, des personnalités de gauche, des syndicalistes et des anciens opposants, et des partis d'extrême gauche, tels le Front populaire qui est marqué par l'assassinat de deux de ces principaux leaders (Chokri Belaïd et Mohamed Brahmi), ou démocrates comme Afek Tounes et l'Union pour la Tunisie ;
- des formations émergentes comme le Courant de l'amour, dirigé par Hechmi Hamdi et issu de la transformation de la Pétition populaire qui a, lors des élections précédentes, surpris en remportant 26 sièges à l'Assemblée constituante, ou encore l'Union patriotique libre du milliardaire Slim Riahi.

### Législature sortante

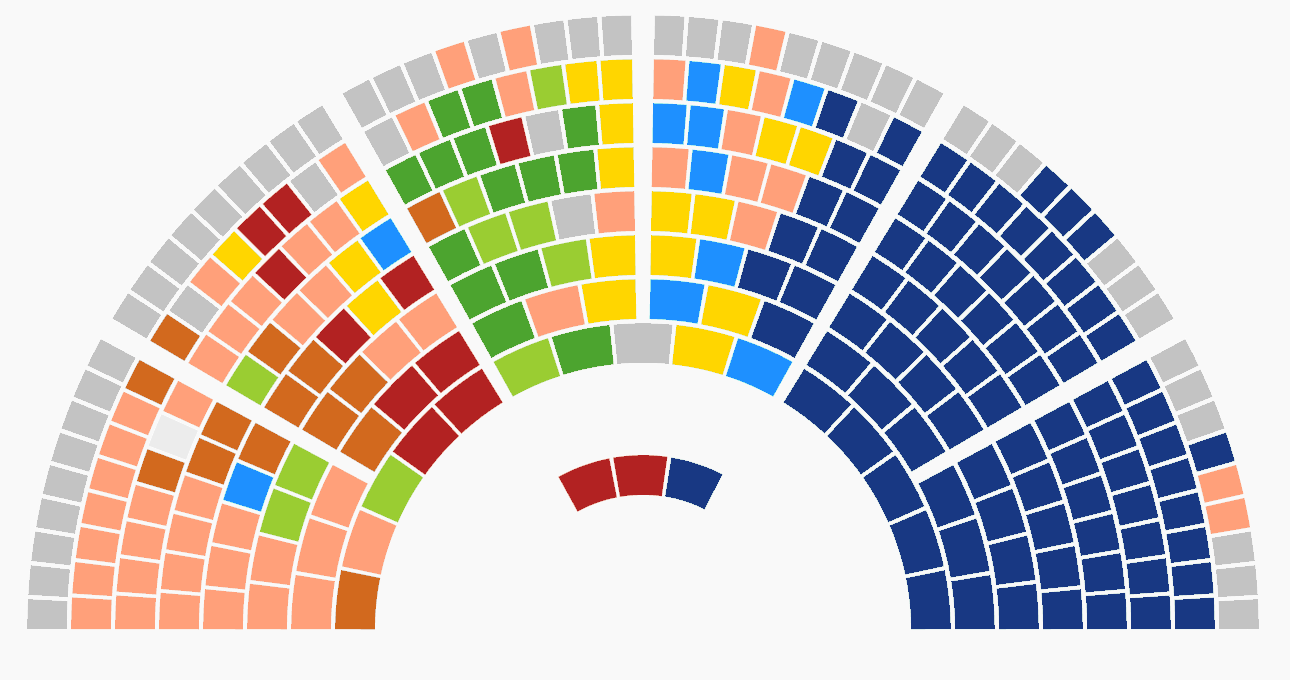
Composition par groupe parlementaire de l'Assemblée constituante (2014) :
Ennahdha (89)
Hors groupe (53)
Groupe démocratique (18)
Congrès pour la République (16)
Transition démocratique (13)
Ettakatol (13)
Alliance démocratique (12)
Wafa (9)

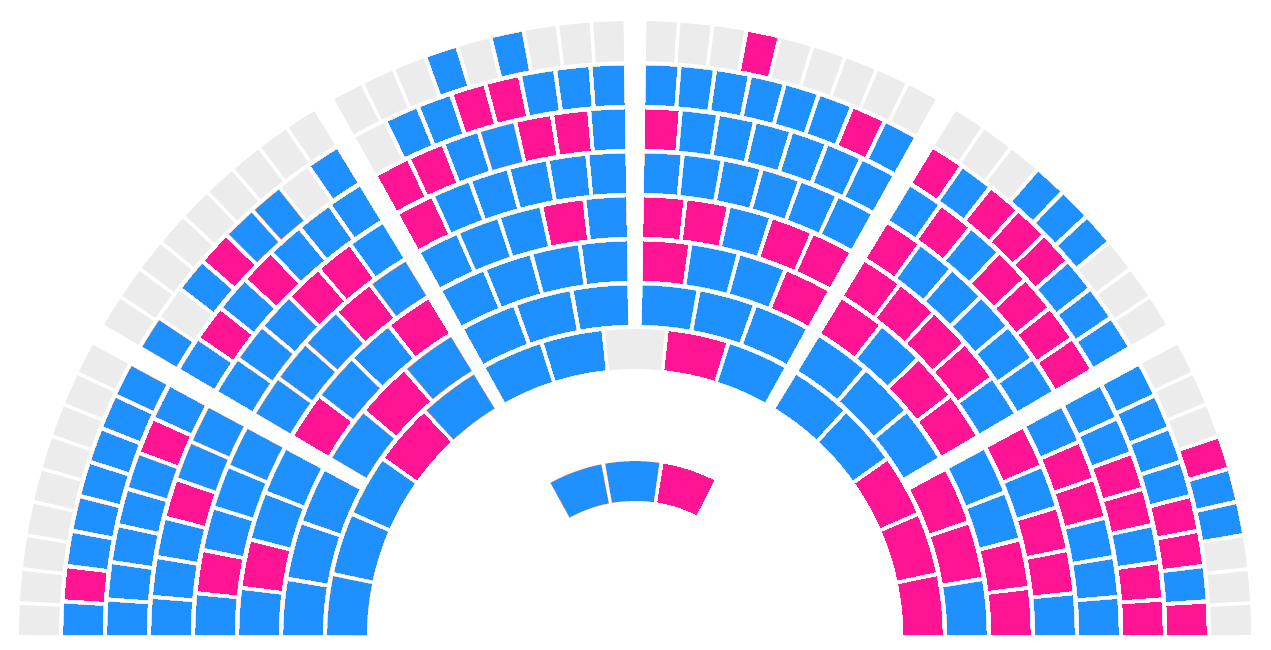
Composition par sexe de l'Assemblée constituante (2014) :
Hommes (150)
Femmes (67)

Malgré la parité respectée par toutes les listes candidates, la très grande majorité des têtes de liste sont des hommes, avec pour résultat que seuls 49 des 217 sièges reviennent à des femmes, soit 24 %, dont 42 membres d'Ennahdha compte tenu du fait que ce parti, contrairement aux autres, a obtenu des élus dans la plupart des circonscriptions.
D'autres femmes rejoignent l'assemblée au cours de son mandat, en remplaçant notamment Moncef Marzouki après son élection à la présidence de la République, Moncef Ben Salem, Mohamed Abbou, Mohamed Habib Marzouki, Saïd Mechichi, Hédi Ben Abbès et Ahmed Khaskhoussi qui ont démissionné de l'assemblée, alors que Firdaous Oueslati démissionne pour raisons de santé. En avril 2014, l'assemblée compte 67 femmes, soit près de 31 % des membres.
La répartition des sièges connaît des bouleversements continus en raison de la fréquente mobilité des constituants entre les partis.

## Calendrier électoral
- 23 juin 2014 : Démarrage des inscriptions des électeurs ;
- 6 juillet 2014 : Démarrage de la période électorale pour les législatives ;
- 22 juillet 2014 : Fin des inscriptions ;
- 28 juillet 2014 : Dernier délai pour la publication du décret de convocation des électeurs ;
- 2 et 3 août 2014 : Publication des listes des électeurs ;
- 22 août 2014 : Ouverture du délai de dépôt de candidature pour les législatives ;
- 27 août 2014 : Dernier délai pour la clôture des listes électorales ;
- 29 août 2014 : Clôture du délai de dépôt des candidatures aux législatives ;
- 6 septembre 2014 : Dernier délai pour la publication des listes préliminaires de candidature aux législatives ;
- 19 septembre 2014 : Dernier délai pour le retrait des candidatures aux législatives ;
- 24 septembre 2014 : Dernier délai pour la publication des listes définitives de candidatures aux législatives ;
- 1er octobre 2014 : Démarrage de la campagne électorale à l'étranger ;
- 4 octobre 2014 : Démarrage de la campagne électorale sur le territoire national ;
- 23 octobre 2014 : Silence électoral pour les législatives à l'étranger ;
- 24, 25 et 26 octobre 2014 : Vote à l'étranger pour les législatives ;
- 25 octobre 2014 : Silence électoral pour les législatives sur le territoire national ;
- 26 octobre 2014 : Vote sur le territoire national ;
- 30 octobre 2014 : Dernier délai pour la proclamation des résultats préliminaires des législatives ;
- 24 novembre 2014 : Dernier délai pour la proclamation définitive des résultats des législatives[43].

## Circonscriptions électorales
Les mêmes circonscriptions ainsi que le même nombre de sièges que lors des élections de l'Assemblée constituante en 2011, sont conservés. Il s'agit de 33 circonscriptions (27 en Tunisie et six à l'étranger), soit les 24 gouvernorats avec une circonscription supplémentaire pour les gouvernorats de Tunis, Nabeul et Sfax. À l'étranger, on compte deux circonscriptions en France, une en Italie et en Allemagne, une pour les Amériques et le reste de l'Europe et une pour le monde arabe et le reste du monde.
| Circonscription      | Circonscription                | Composition | Sièges |
| -------------------- | ------------------------------ | --- | ------ |
| Tunisie (199 sièges) | Ariana                         | Gouvernorat de l'Ariana | 8      |
| Tunisie (199 sièges) | Béja                           | Gouvernorat de Béja | 6      |
| Tunisie (199 sièges) | Ben Arous                      | Gouvernorat de Ben Arous | 10     |
| Tunisie (199 sièges) | Bizerte                        | Gouvernorat de Bizerte | 9      |
| Tunisie (199 sièges) | Gabès                          | Gouvernorat de Gabès | 7      |
| Tunisie (199 sièges) | Gafsa                          | Gouvernorat de Gafsa | 7      |
| Tunisie (199 sièges) | Jendouba                       | Gouvernorat de Jendouba | 8      |
| Tunisie (199 sièges) | Kairouan                       | Gouvernorat de Kairouan | 9      |
| Tunisie (199 sièges) | Kasserine                      | Gouvernorat de Kasserine | 8      |
| Tunisie (199 sièges) | Kébili                         | Gouvernorat de Kébili | 5      |
| Tunisie (199 sièges) | La Manouba                     | Gouvernorat de la Manouba | 7      |
| Tunisie (199 sièges) | Le Kef                         | Gouvernorat du Kef | 6      |
| Tunisie (199 sièges) | Mahdia                         | Gouvernorat de Mahdia | 8      |
| Tunisie (199 sièges) | Médenine                       | Gouvernorat de Médenine | 9      |
| Tunisie (199 sièges) | Monastir                       | Gouvernorat de Monastir | 9      |
| Tunisie (199 sièges) | Nabeul 1                       | Gouvernorat de Nabeul - délégations de Nabeul, Dar Chaâbane El Fehri, Béni Khiar, Korba, Menzel Temime, El Mida, Kélibia, Hammam Ghezèze et El Haouaria                  | 7      |
| Tunisie (199 sièges) | Nabeul 2                       | Gouvernorat de Nabeul - délégations de Takelsa, Soliman, Menzel Bouzelfa, Béni Khalled, Grombalia, Bou Argoub et Hammamet                                                | 6      |
| Tunisie (199 sièges) | Sfax 1                         | Gouvernorat de Sfax - délégations de Sakiet Ezzit, Sakiet Eddaïer, Kerkennah, Jebiniana, El Amra, El Hencha, Menzel Chaker et Bir Ali Ben Khalifa                        | 7      |
| Tunisie (199 sièges) | Sfax 2                         | Gouvernorat de Sfax - délégations de Sfax Ouest, Sfax Sud, Sfax Ville, Agareb, Thyna, Mahrès, Skhira et Graïba                                                           | 9      |
| Tunisie (199 sièges) | Sidi Bouzid                    | Gouvernorat de Sidi Bouzid | 8      |
| Tunisie (199 sièges) | Siliana                        | Gouvernorat de Siliana | 6      |
| Tunisie (199 sièges) | Sousse                         | Gouvernorat de Sousse | 10     |
| Tunisie (199 sièges) | Tataouine                      | Gouvernorat de Tataouine | 4      |
| Tunisie (199 sièges) | Tozeur                         | Gouvernorat de Tozeur | 4      |
| Tunisie (199 sièges) | Tunis 1                        | Gouvernorat de Tunis - délégations de Médina, Bab El Bhar, Bab Souika, Séjoumi, Ezzouhour, Hraïria, Sidi Hassine, El Ouardia, El Kabaria, Sidi El Béchir, Djebel Jelloud | 9      |
| Tunisie (199 sièges) | Tunis 2                        | Gouvernorat de Tunis - délégations de Carthage, El Omrane, El Omrane supérieur, Ettahrir, El Menzah, Cité El Khadra, Le Bardo, La Goulette, Le Kram et La Marsa          | 8      |
| Tunisie (199 sièges) | Zaghouan                       | Gouvernorat de Zaghouan | 5      |
| Étranger (18 sièges) | France 1                       | France - consulats de Paris, Pantin et Strasbourg | 5      |
| Étranger (18 sièges) | France 2                       | France - consulats de Lyon, Toulouse, Grenoble, Nice et Marseille | 5      |
| Étranger (18 sièges) | Italie                         | Italie | 3      |
| Étranger (18 sièges) | Allemagne                      | Allemagne | 1      |
| Étranger (18 sièges) | Amériques et reste de l'Europe | Amériques et reste de l'Europe | 2      |
| Étranger (18 sièges) | Pays arabes et autres          | Pays arabes et autres | 2      |

## Candidats
Au terme du dépôt des candidatures, 15 652 candidats sont annoncés sur 1 500 listes, soit 910 listes de partis, 472 listes indépendantes et 158 listes de coalition, 1 382 listes se présentant en Tunisie et 118 à l'étranger. La circonscription de Gafsa compte le plus de listes (81) et celle de Kébili le moins de listes (33). Néanmoins, et après examen des listes et épuisement de tous les recours possibles, 1 327 listes sont validées. Elles se répartissent en 803 listes de partis, 159 listes de coalitions et 365 listes indépendantes ; 148 têtes de listes sont des femmes soit 11,26 % du total.
Les circonscriptions qui enregistrent le plus grand nombre de listes se situent à l'ouest du pays, dans les régions les moins nanties au niveau du développement régional : Kasserine (69 listes), Sidi Bouzid (64 listes), Gafsa (62 listes), Kairouan (61 listes) et Jendouba (60 listes).
Les listes partisanes représentent 87 partis, dont quatre seulement sont présents dans toutes les circonscriptions (Nidaa Tounes, Ennahdha, le Congrès pour la République et l'Union patriotique libre), alors que 24 partis participent avec une seule liste chacun. Près de 70 partis légalisés ne participent pas aux élections. 
Pour les coalitions, le Courant de l'amour est présent dans les 33 circonscriptions alors que le Front populaire est présent dans 32 circonscriptions. Les listes indépendantes, au nombre de 368, sont surtout concentrées dans les circonscriptions de l'Ouest du pays (31 à Kasserine, 28 à Gafsa, 27 à Jendouba et 26 à Sidi Bouzid) alors que, dans les régions de l'Est du pays, on ne compte que trois listes dans la deuxième circonscription de Nabeul, cinq dans la deuxième circonscription de Tunis, six à Monastir et sept dans la première circonscription de Nabeul. On note particulièrement la présence de quatorze listes de l'Union de la jeunesse démocratique tunisienne, un réseau associatif d'une trentaine d'associations.

## Campagne

### Sondages
| Institut                                       | Date              | Taille de l'échantillon | Courant de l'amour | Congrès pour la République | Ennahdha | Ettakatol | Front populaire | Al Joumhouri | Nidaa Tounes | Indécis                    |
| ---------------------------------------------- | ----------------- | ----------------------- | ------------------ | -------------------------- | -------- | --------- | --------------- | ------------ | ------------ | -------------------------- |
| Institut                                       | Date              | Taille de l'échantillon |                    |                            |          |           |                 |              |              | Indécis                    |
| 3C Études                                      | Décembre 2013     | 1 681                   | 2,2 %              | -                          | 31,6 %   | -         | 10 %            | 3,8 %        | 27,2 %       | -                          |
| Emrhod                                         | Janvier 2014      | -                       | -                  | -                          | 16,4 %   | -         | 5,3 %           | 1,8 %        | 23,3 %       | -                          |
| Sigma,                                         | Janvier 2014      | 1 362                   | 1,3 %              | 2,4 %                      | 34,6 %   | 3,6 %     | 7,1 %           | 1,3 %        | 41,6 %       | 54,4 %                     |
| Emrhod                                         | Février 2014      | 1 200                   | 2,2 %              | 2,1 %                      | 18,4 %   | 1,9 %     | 6,4 %           | 1,4 %        | 20,6 %       | -                          |
| Sigma                                          | Février 2014      | 1 517                   | -                  | 2,8 %                      | 33,1 %   | 1,5 %     | 3,8 %           | 2,4 %        | 52,3 %       | -                          |
| Emrhod                                         | Mars 2014         | 1 051                   | 1,6 %              | 2,4 %                      | 20,9 %   | 2,4 %     | 7,4 %           | 2,4 %        | 25,7 %       | -                          |
| Sigma,                                         | Avril 2014        | 1 636                   | 0,8 %              | 2,6 %                      | 35,4 %   | 1,8 %     | 5,1 %           | 1,6 %        | 46,8 %       | 62,9 % (ind. + abstention) |
| Sigma                                          | Mai 2014          | 1 013                   | 1 %                | 1 %                        | 28,7 %   | 3,1 %     | 5,1 %           | 2,3 %        | 50,5 %       | -                          |
| Sigma                                          | Mai 2014          | -                       | 2,5 %              | 2,6 %                      | 24 %     | 3,9 %     | 6,2 %           | 2,3 %        | 41,3 %       | -                          |
| Emrhod                                         | Juin 2014         | -                       | -                  | -                          | 14 %     | 4,7 %     | 3,9 %           | 2,9 %        | 17,1 %       | -                          |
| Institut international des études des sondages | Juin 2014         | -                       | -                  | -                          | 38 %     | -         | -               | -            | 33 %         | -                          |
| Sigma,                                         | Juin-juillet 2014 | -                       | -                  | 3,1 %                      | 21,7 %   | 3,5 %     | 7,3 %           | 3,2 %        | 45,1 %       | -                          |

### Ennahdha
Le 5 octobre 2014, le mouvement Ennahdha inaugure sa campagne électorale en présentant son programme socio-économique étalé sur une période de cinq ans.
Ainsi, le parti islamiste estime que la création supplémentaire de richesses et son accumulation est obligatoire pour lutter contre l'augmentation du taux de chômage, de la pauvreté et de l'inégalité régionale et sociale. Ce programme, composé de cinq axes principaux, envisage de réaliser un taux de croissance de 5 % au cours des trois années suivantes et de 7 % à partir de 2018, se prononçant pour un secteur secondaire dynamique et une implication dans le système de l’économie mondiale avec des partenariats équilibrés et complémentaires.
Ennahdha propose aussi dans son programme d’accélérer la réforme du secteur bancaire et financier, d'engager une réforme en faveur de la justice fiscale, une réforme des entreprises publiques, une réforme des caisses sociales, une optimisation de la compensation et l’intégration du secteur informel dans le secteur formel. Le mouvement suggère de mettre en place un programme national pour l’amélioration de l’infrastructure et de la logistique, en poursuivant les travaux pour la réalisation du réseau autoroutier et en améliorant le rendement des ports commerciaux tels le port de Radès. Le parti propose la mise en place d’un programme national pour la transition numérique, notamment en accélérant la réalisation du projet de « Tunisie intelligente », ainsi que la mise en place d’un programme national pour l’attraction des investissements privés dans les grands projets. 
Pour ce qui est du programme de soutien économique, Ennahdha souhaite mettre en place des programmes de promotion de l’emploi et de diminution du chômage, en opérant des réformes structurelles au niveau du système de l’enseignement mais aussi des programmes de restructuration économique et de promotion de l’exportation, surtout en matière de technologie, des programmes pour la modernisation du secteur touristique en diversifiant les produits, des programmes pour la diplomatie économique, en encourageant les cadres tunisiens à travailler en Afrique, mais aussi des programmes pour faire participer les Tunisiens de l’étranger pour promouvoir la croissance économique. Le mouvement se prononce aussi en faveur de la réalisation de la sécurité énergétique, de la résolution du problème de la rareté de l’eau, du développement du secteur agricole, ainsi que de la protection et de la préservation de l’environnement.

### Nidaa Tounes
Le programme de Nidaa Tounes repose sur la préservation du modèle sociétal qui inclut l'autorité de l’État de droit, la démocratie, l'émancipation de la femme ainsi que l'éducation sur la base des valeurs universelles, basés sur un islam tolérant. Il vise aussi une sortie de crise progressive ainsi que le renouvellement du modèle de développement, en fixant les rôles de l’État et du secteur privé, en développant l'emploi, en mettant en avant le développement régional ainsi que des politiques sectorielles ; ce programme repose sur quatre axes principaux à savoir la jeunesse, le développement régional, l'emploi et la justice sociale.
Beaucoup d'observateurs estiment que la déclaration de Caïd Essebsi, faite le 20 octobre lors d'un meeting populaire à Hammam Lif, est un facteur déterminant de la réussite de la campagne de son parti. En effet, il affirme alors que quiconque ne vote pas pour Nidaa Tounes est en fait un électeur d'Ennahdha. Il porte ainsi un coup fatal aux partis centristes et démocratiques (Al Joumhouri, Ettakatol, l'Alliance démocratique, l'Initiative nationale destourienne, etc.) dont l'électorat potentiel est amené à voter pour Nidaa Tounes, les condamnant à des résultats médiocres.

## Votes

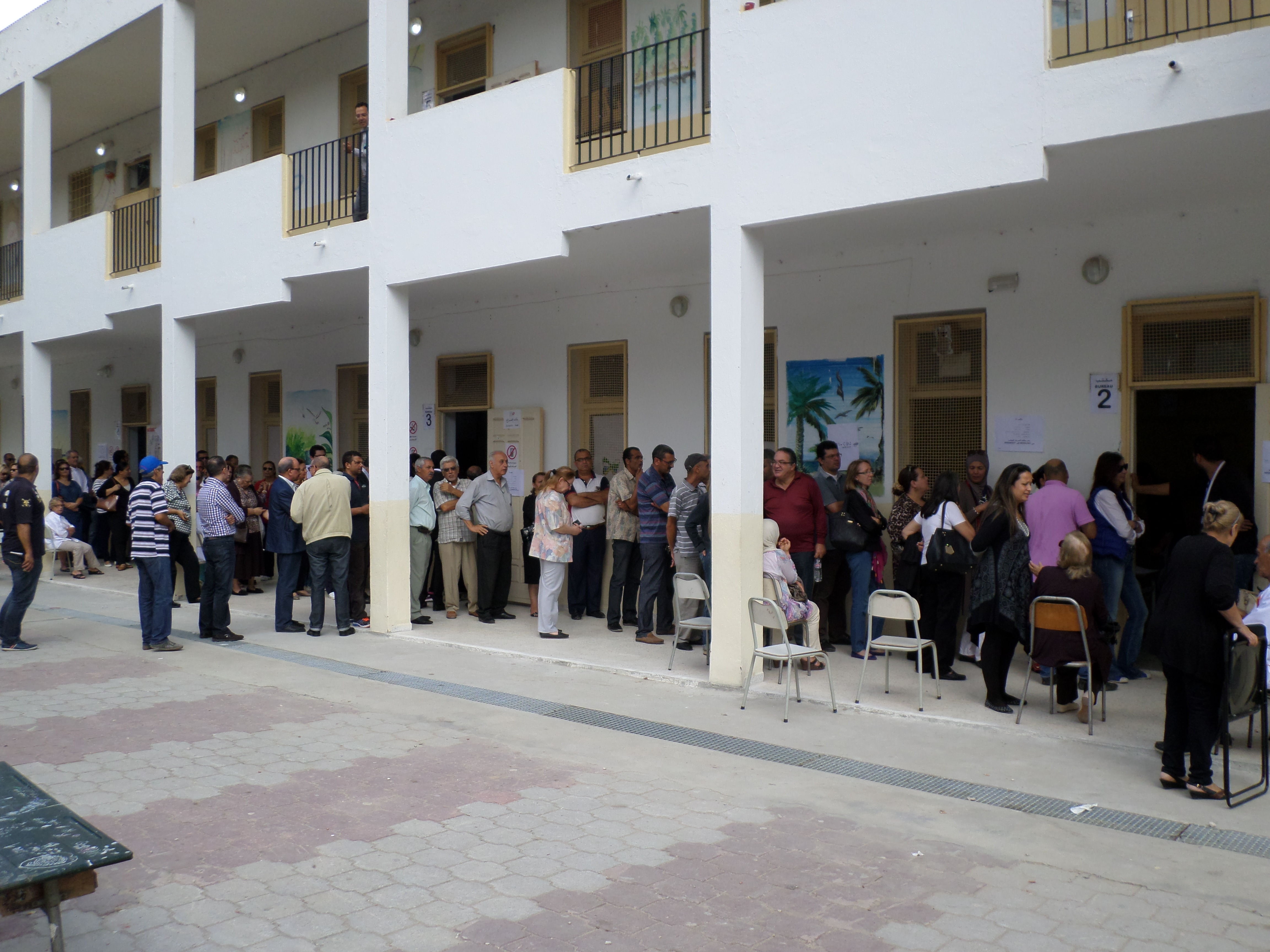
File d'attente devant un bureau de vote à El Menzah V.

Le 26 octobre 2014, une forte présence dans les bureaux de vote est constatée, tout comme une présence policière importante. 
Plusieurs personnalités votent, notamment les candidats à l'élection présidentielle tels que Béji Caïd Essebsi, qui se rend à La Soukra en compagnie de son fils Hafedh et d'Abdelaziz Kotti. Quant à Mustapha Kamel Nabli, sa présence est notée à l'école primaire des Berges du Lac. On note aussi la présence d'Ahmed Néjib Chebbi à La Marsa et celle de Mondher Zenaidi à Sbiba. En ce qui concerne les autres personnalités politiques, Mehdi Jomaa accomplit son devoir électoral à Carthage, Rached Ghannouchi à Ben Arous en compagnie de sa famille, Meherzia Labidi Maïza à Grombalia et Lotfi Zitoun à Bab Menara.
L'association ATIDE publie son bilan préliminaire qui atteste que l’affluence dans les bureaux de vote est moyenne et rapporte plusieurs infractions, notamment l'ouverture tardive de certains bureaux de vote, l'absence de noms d'électeurs enregistrés dans les registres, la poursuite de la campagne électorale, l'influence de certains électeurs, même par les membres de bureaux de vote, et l'achat des voix par des partis politiques. À 10 h, l'ISIE annonce que le taux de participation sur le sol national est de 25,48 % ; il atteint les 35 à 40 % vers 13 h 30 avec un faible taux dans les régions du Centre et du Sud-Ouest et un fort taux à Tunis, Sousse et Sfax. On note aussi la fermeture de l'un des bureaux de vote de la deuxième circonscription de Nabeul mais aussi l'orientation d'électeurs illettrés pour voter en faveur d'Ennahdha.

## Résultats

### Résultats nationaux
|                           |                                      |           |       |        |     |  |  |  |  |
| Parti, coalition ou liste | Parti, coalition ou liste            | Voix      | %     | Sièges | +/- |  |  |  |  |
|                           | Nidaa Tounes                         | 1 279 941 | 37,56 | 86     | Nv  |  |  |  |  |
|                           | Ennahdha                             | 947 034   | 27,79 | 69     | 20  |  |  |  |  |
|                           | Union patriotique libre              | 137 110   | 4,02  | 16     | 15  |  |  |  |  |
|                           | Front populaire                      | 124 654   | 3,66  | 15     | 11  |  |  |  |  |
|                           | Afek Tounes                          | 102 916   | 3,02  | 8      | 5   |  |  |  |  |
|                           | Congrès pour la République           | 72 942    | 2,14  | 4      | 25  |  |  |  |  |
|                           | Courant démocrate                    | 65 792    | 1,93  | 3      | Nv  |  |  |  |  |
|                           | Al Joumhouri                         | 49 965    | 1,47  | 1      | Nv  |  |  |  |  |
|                           | Mouvement du peuple                  | 45 799    | 1,34  | 3      | 1   |  |  |  |  |
|                           | Initiative nationale destourienne    | 45 086    | 1,32  | 3      | 2   |  |  |  |  |
|                           | Alliance démocratique                | 43 371    | 1,27  | 1      | Nv  |  |  |  |  |
|                           | Courant de l'amour                   | 40 924    | 1,20  | 2      | 24  |  |  |  |  |
|                           | Union pour la Tunisie                | 27 802    | 0,82  | 0      | 25  |  |  |  |  |
|                           | Ettakatol                            | 24 592    | 0,72  | 0      | 20  |  |  |  |  |
|                           | Mouvement Wafa                       | 23 768    | 0,70  | 0      | Nv  |  |  |  |  |
|                           | Al Amen                              | 7 926     | 0,23  | 0      | Nv  |  |  |  |  |
|                           | Parti de la voix du peuple tunisien  | 7 849     | 0,23  | 0      | Nv  |  |  |  |  |
|                           | Front national du salut (en)         | 5 977     | 0,18  | 1      | Nv  |  |  |  |  |
|                           | Mouvement des démocrates socialistes | 5 792     | 0,17  | 1      | Nv  |  |  |  |  |
|                           | Rad Al Iitibar                       | 5 236     | 0,15  | 1      | Nv  |  |  |  |  |
|                           | Majed Al Djerid                      | 5 111     | 0,15  | 1      | Nv  |  |  |  |  |
|                           | Parti de la voix des agriculteurs    | 3 515     | 0,10  | 1      | Nv  |  |  |  |  |
|                           | Appel des Tunisiens à l'étranger     | 1 814     | 0,05  | 1      | Nv  |  |  |  |  |
|                           | Autres listes                        | 103 408   | 3,05  | 0      | -   |  |  |  |  |
|                           |                                      |           |       |        |     |  |  |  |  |
| Suffrages exprimés        | Suffrages exprimés                   | 3 408 170 | 95,22 |        |     |  |  |  |  |
| Blancs et nuls            | Blancs et nuls                       | 171 079   | 4,77  |        |     |  |  |  |  |
| Total                     | Total                                | 3 579 249 | 100   | 217    | 3   |  |  |  |  |
| Abstention                | Abstention                           | 1 656 988 | 31,64 |        |     |  |  |  |  |
| Inscrits / Participation  | Inscrits / Participation             | 5 236 244 | 68,36 |        |     |  |  |  |  |

Attendus le 27 octobre, les premiers résultats des élections sont annoncés par les médias : ils placent Nidaa Tounes en tête du scrutin, suivi par Ennahdha qui marque un net recul par rapport aux élections de 2011. Malgré un objectif de parité hommes-femmes mis en place par la nouvelle Constitution, au sein des 217 élus, on compte 68 femmes (31 %) contre 149 hommes (69 %).
Les résultats définitifs confirment ces tendances :
- Partis en hausse :
  - Nidaa Tounes : + 1 279 941 voix (inexistant en 2011)
  - Union patriotique libre : + 85 845 voix (+ 165 %)
  - Afek Tounes : + 26 428 voix (+ 34,55 %)
- Partis en baisse :
  - Ennahdha : - 554 286 voix (- 36,82 %)
  - Congrès pour la République : - 280 101 voix (- 79,33 %)
  - Ettakatol : - 260 766 voix (- 91,5 %)
  - Total de la troïka : - 1 103 153 voix (- 51,56 %)
  - Courant de l'amour : - 232 438 (- 85 % par rapport à la Pétition populaire)
  - Initiative nationale destourienne : - 75 034 (- 62,47 % par rapport à L'Initiative)
  - Al Joumhouri + Alliance démocratique : - 66 621 (- 41,37 % par rapport au Parti démocrate progressiste)
  - Union pour la Tunisie : - 105 203 (-79,1 % par rapport au Pôle démocratique moderniste)

Le Front populaire, qui est constitué d'une dizaine de partis, a recueilli 124 654 voix qui lui ont permis d'obtenir quinze sièges. Or ce score est inférieur à la somme des voix obtenues par ses composantes en 2011, soit 151 431 pour six sièges seulement. Il a perdu 26 677 voix mais a gagné neuf sièges de plus grâce à la concentration des voix.
Le nombre de voix exprimées atteint 3 408 170 contre 4 053 905 lors de l'élection de l'Assemblée constituante en 2011, soit une baisse de 15,92 %.

### Résultats par circonscriptions
Les résultats montrent l'absence du Front populaire dans le sud du pays, à l'exception de la circonscription de Gafsa, et un bon score du parti islamiste Ennahdha dans cette région, où il dépasse 50 % des voix.
| Circonscription                                               | Parti | Parti    | Parti | Parti | Parti | Parti | Parti | Parti | Parti | Parti | Parti | Parti | Parti | Parti | Parti | Liste indépendante | Liste indépendante               | Liste indépendante | Total des sièges |
| ------------------------------------------------------------- | ----- | -------- | ----- | ----- | ----- | ----- | ----- | ----- | ----- | ----- | ----- | ----- | ----- | ----- | ----- | ------------------ | -------------------------------- | ------------------ | ---------------- |
| Circonscription                                               | Nidaa | Ennahdha | UPL   | Afek  | FP    | IND   | CPR   | MP    | AJ    | CD    | CA    | FNS   | MDS   | PVA   | AD    | Majed Al Djerid    | Appel des Tunisiens à l’étranger | Rad Al Iitibar     | Total des sièges |
| Circonscription                                               |       |          |       |       |       |       |       |       |       |       |       |       |       |       |       |                    |                                  |                    | Total des sièges |
| Total                                                         | 86    | 69       | 16    | 8     | 15    | 3     | 4     | 3     | 1     | 3     | 2     | 1     | 1     | 1     | 1     | 1                  | 1                                | 1                  | 217              |
| Ariana                                                        | 4     | 2        | 1     | 1     | -     | -     | -     | -     | -     | -     | -     | -     | -     | -     | -     | -                  | -                                | -                  | 8                |
| Béja                                                          | 3     | 1        | 1     | -     | -     | -     | -     | 1     | -     | -     | -     | -     | -     | -     | -     | -                  | -                                | -                  | 6                |
| Ben Arous                                                     | 4     | 3        | 1     | -     | 1     | -     | -     | -     | -     | 1     | -     | -     | -     | -     | -     | -                  | -                                | -                  | 10               |
| Bizerte                                                       | 4     | 3        | 1     | -     | -     | -     | -     | -     | -     | -     | -     | -     | -     | -     | 1     | -                  | -                                | -                  | 9                |
| Gabès                                                         | 1     | 4        | 1     | -     | -     | -     | 1     | -     | -     | -     | -     | -     | -     | -     | -     | -                  | -                                | -                  | 7                |
| Gafsa                                                         | 2     | 2        | -     | -     | 1     | 1     | -     | -     | -     | -     | -     | -     | -     | -     | -     | -                  | -                                | 1                  | 7                |
| Jendouba                                                      | 3     | 2        | 1     | -     | 1     | -     | -     | -     | -     | -     | -     | -     | -     | 1     | -     | -                  | -                                | -                  | 8                |
| Kairouan                                                      | 3     | 3        | 1     | -     | 1     | -     | -     | -     | -     | -     | 1     | -     | -     | -     | -     | -                  | -                                | -                  | 9                |
| Kasserine                                                     | 3     | 2        | 1     | -     | 1     | -     | 1     | -     | -     | -     | -     | -     | -     | -     | -     | -                  | -                                | -                  | 8                |
| Kébili                                                        | 1     | 2        | -     | -     | -     | -     | 1     | 1     | -     | -     | -     | -     | -     | -     | -     | -                  | -                                | -                  | 5                |
| La Manouba                                                    | 3     | 2        | 1     | -     | 1     | -     | -     | -     | -     | -     | -     | -     | -     | -     | -     | -                  | -                                | -                  | 7                |
| Le Kef                                                        | 3     | 1        | 1     | -     | 1     | -     | -     | -     | -     | -     | -     | -     | -     | -     | -     | -                  | -                                | -                  | 6                |
| Mahdia                                                        | 4     | 2        | -     | 1     | 1     | -     | -     | -     | -     | -     | -     | -     | -     | -     | -     | -                  | -                                | -                  | 8                |
| Médenine                                                      | 1     | 5        | 1     | -     | -     | -     | 1     | 1     | -     | -     | -     | -     | -     | -     | -     | -                  | -                                | -                  | 9                |
| Monastir                                                      | 5     | 2        | -     | 1     | 1     | -     | -     | -     | -     | -     | -     | -     | -     | -     | -     | -                  | -                                | -                  | 9                |
| Nabeul 1                                                      | 4     | 2        | -     | 1     | -     | -     | -     | -     | -     | -     | -     | -     | -     | -     | -     | -                  | -                                | -                  | 7                |
| Nabeul 2                                                      | 3     | 1        | 1     | -     | 1     | -     | -     | -     | -     | -     | -     | -     | -     | -     | -     | -                  | -                                | -                  | 6                |
| Sfax 1                                                        | 2     | 3        | -     | -     | 1     | -     | -     | -     | -     | 1     | -     | -     | -     | -     | -     | -                  | -                                | -                  | 7                |
| Sfax 2                                                        | 4     | 3        | -     | 1     | 1     | -     | -     | -     | -     | -     | -     | -     | -     | -     | -     | -                  | -                                | -                  | 9                |
| Sidi Bouzid                                                   | 2     | 2        | -     | -     | 1     | -     | -     | -     | -     | -     | 1     | 1     | 1     | -     | -     | -                  | -                                | -                  | 8                |
| Siliana                                                       | 2     | 1        | 1     | -     | 1     | -     | -     | -     | 1     | -     | -     | -     | -     | -     | -     | -                  | -                                | -                  | 6                |
| Sousse                                                        | 5     | 3        | -     | 1     | -     | 1     | -     | -     | -     | -     | -     | -     | -     | -     | -     | -                  | -                                | -                  | 10               |
| Tataouine                                                     | 1     | 3        | -     | -     | -     | -     | -     | -     | -     | -     | -     | -     | -     | -     | -     | -                  | -                                | -                  | 4                |
| Tozeur                                                        | 1     | 1        | 1     | -     | -     | -     | -     | -     | -     | -     | -     | -     | -     | -     | -     | 1                  | -                                | -                  | 4                |
| Tunis 1                                                       | 3     | 3        | 1     | -     | 1     | -     | -     | -     | -     | 1     | -     | -     | -     | -     | -     | -                  | -                                | -                  | 9                |
| Tunis 2                                                       | 5     | 2        | -     | 1     | -     | -     | -     | -     | -     | -     | -     | -     | -     | -     | -     | -                  | -                                | -                  | 8                |
| Zaghouan                                                      | 2     | 1        | 1     | -     | -     | 1     | -     | -     | -     | -     | -     | -     | -     | -     | -     | -                  | -                                | -                  | 5                |
| Allemagne                                                     | 1     | -        | -     | -     | -     | -     | -     | -     | -     | -     | -     | -     | -     | -     | -     | -                  | -                                | -                  | 1                |
| Amériques                                                     | 1     | 1        | -     | -     | -     | -     | -     | -     | -     | -     | -     | -     | -     | -     | -     | -                  | -                                | -                  | 2                |
| France 1                                                      | 2     | 2        | -     | 1     | -     | -     | -     | -     | -     | -     | -     | -     | -     | -     | -     | -                  | -                                | -                  | 5                |
| France 2                                                      | 2     | 2        | -     | -     | -     | -     | -     | -     | -     | -     | -     | -     | -     | -     | -     | -                  | 1                                | -                  | 5                |
| Italie                                                        | 1     | 2        | -     | -     | -     | -     | -     | -     | -     | -     | -     | -     | -     | -     | -     | -                  | -                                | -                  | 3                |
| Monde arabe                                                   | 1     | 1        | -     | -     | -     | -     | -     | -     | -     | -     | -     | -     | -     | -     | -     | -                  | -                                | -                  | 2                |
| Total                                                         | 86    | 69       | 16    | 8     | 15    | 3     | 4     | 3     | 1     | 3     | 2     | 1     | 1     | 1     | 1     | 1                  | 1                                | 1                  | 217              |
| Sources : Instance supérieure indépendante pour les élections |       |          |       |       |       |       |       |       |       |       |       |       |       |       |       |                    |                                  |                    |                  |

## Réactions

### Réactions nationales
Dans la soirée du 26 octobre, le parti islamiste Ennahdha reconnaît être arrivé en seconde position. Son chef, Rached Ghannouchi, félicite le président de Nidaa Tounes, Béji Caïd Essebsi, pour sa victoire, en lui téléphonant tel qu'indiqué sur le compte Twitter de sa fille, Soumaya, qui a publié une photo de son père au téléphone.

### Réactions internationales
Les réactions internationales relatives au déroulement du scrutin sont à la fois nombreuses et positives. Le président américain Barack Obama est l'un des premiers à féliciter le peuple tunisien pour les élections qu'il a jugé positives. Il déclare notamment : « Les Tunisiens, en mettant les bulletins de vote dans les urnes, continuent à inspirer les gens dans leur région et dans le monde comme ils l'ont fait lors de la révolution de 2011 et lors de leur adoption d'une nouvelle Constitution cette année ».
Le porte-parole du ministère algérien des Affaires étrangères déclare que le nouveau succès tunisien n'aurait pu se réaliser sans la sagesse et la volonté des forces politiques. Quant au ministre canadien des Affaires étrangères, il qualifie les élections d'historiques.
Le secrétaire général des Nations unies, Ban Ki-moon, déclare que les élections sont une étape cruciale pour l'avenir du pays. Des messages de félicitations parviennent également des gouvernements portugais, espagnol et russe. Pour la ministre italienne des Affaires étrangères, « la Tunisie a confirmé que le rêve du printemps arabe est réalisable ».
Parmi les pays arabes, le Maroc loue l'atmosphère dans laquelle se sont déroulées les élections. 
Le Qatar déclare qu'il s'agit d'une étape historique, alors que le gouvernement égyptien suggère que les élections se sont déroulées dans une ambiance pacifique et démocratique.
Des parlementaires et hommes politiques koweïtiens indiquent d'autre part que les élections ont mis fin à deux mythes, celui qui affirme que les pays arabes n'ont pas la compétence nécessaire pour la démocratie et celui qui affirme que les islamistes n'abandonnent jamais le pouvoir lorsqu'ils y parviennent.
De son côté, la France, par le biais du porte-parole de son gouvernement, félicite le chef du gouvernement tunisien pour le succès des élections qu'il qualifie d'exploit historique.

## Formation du gouvernement
Selon la Constitution, le parti vainqueur doit présenter dans les deux semaines qui suivent les élections son candidat à la présidence du gouvernement au président de la République qui le charge de la formation du gouvernement. Mais Nidaa Tounes, qui ne reconnaît pas la légitimité du président en place, déclare qu'il ne le fera qu'après l'élection d'un nouveau président. Pour officialiser cette décision, une réunion du dialogue national a lieu le 31 octobre et l'entérine.
Entre-temps, les tractations continuent dans la mesure où le parti vainqueur et ses alliés (Afek Tounes, Initiative nationale destourienne et autres partis) ne possèdent que près de 100 sièges sur les 109 nécessaires. Ils doivent donc faire des concessions à l'un de leurs trois adversaires : Ennahdha, le Front populaire ou l'Union patriotique libre. Or leur électorat a voté justement pour eux pour chasser les islamistes du pouvoir. Ils ne peuvent donc le faire que sous le label d'un gouvernement d'union nationale. Nidaa Tounes exige d'ailleurs d'Ennahdha qu'il soutienne son leader à l'élection présidentielle en vue d'une hypothétique alliance.
Il en est de même pour l'Union patriotique libre, accusée de populisme et dont la ligne politique est peu lisible. Alors que l'alliance avec le Front populaire, souhaitée par l'aile gauche du parti et par la Voie démocratique et sociale, qui ne possède pas de députés mais se permet d'opposer un veto à toute présence des islamistes au pouvoir, semble difficilement envisageable d'autant plus que Nidaa Tounes a fait élire de nombreux hommes d'affaires. Le Front populaire de Hamma Hammami, donné quatrième, a lui un programme économique difficilement compatible avec celui de Nidaa Tounes, très libéral. Il s'agit d'un vrai casse-tête dans un contexte qui nécessite de prendre des mesures très importantes mais aussi très impopulaires.